# Contra – Kabarett und Kleinkunst
Contra – Kabarett und Kleinkunst ist der Titel einer Sendung des österreichischen Radiosenders Ö1, die von Silvia Lahner gestaltet wird. Jeden Sonntag um 19:05 Uhr wird in Ausschnitten das aktuelle Programm eines Kabarettisten vorgestellt.
Die zweite Kabarett-Sendung in Ö1, „Kabarett direkt“, wird von Barbara Stöckl oder Doris Glaser moderiert. In dieser, in unregelmäßigen Abständen hörbaren Sendung werden Kabarettauftritte live übertragen.